# Robert Rehfeldt
Robert Rehfeldt (* 5. Januar 1931 in Stargard in Pommern; † 28. September 1993 in Berlin) war ein deutscher Künstler.

## Leben und Arbeit

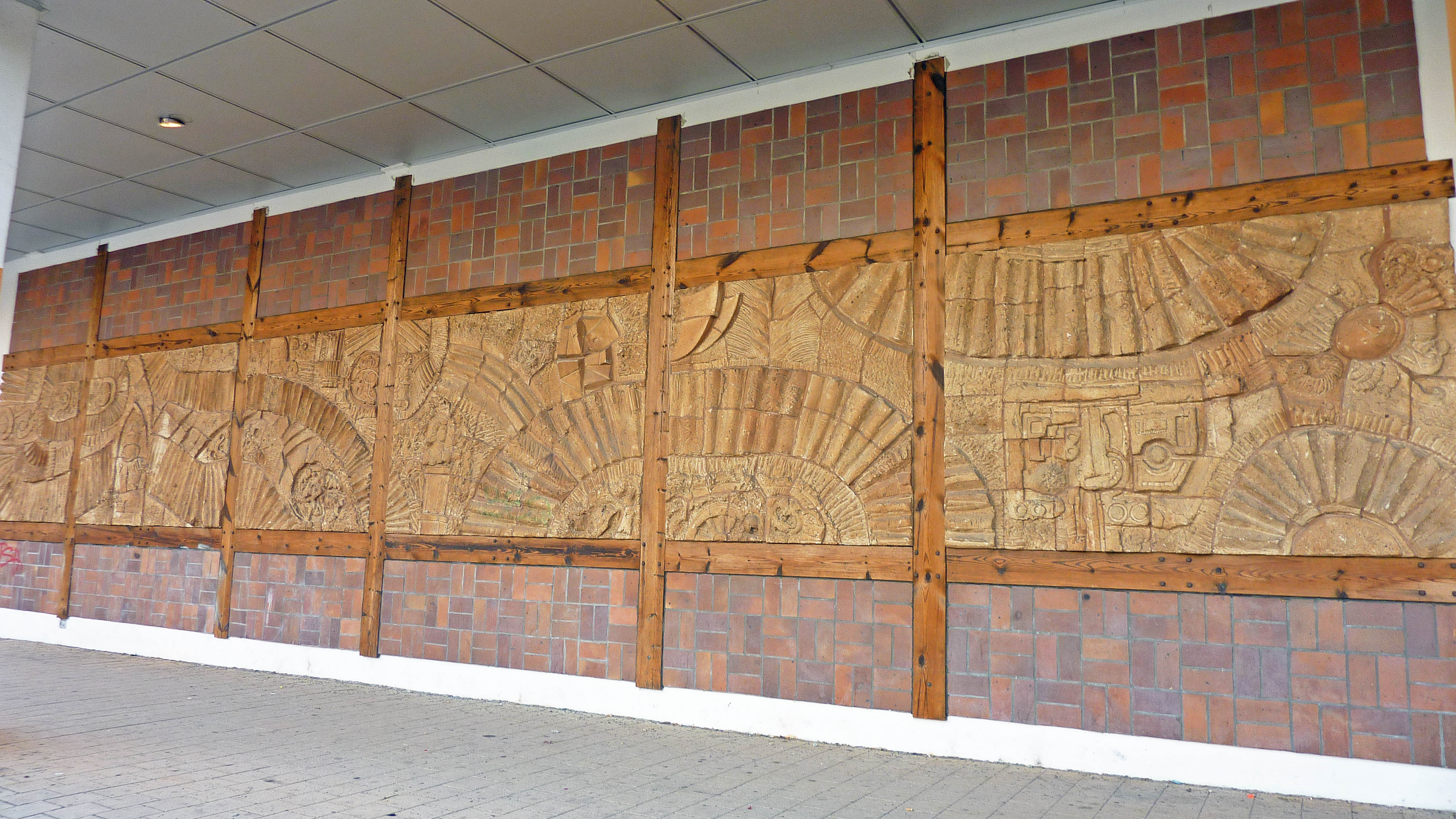
Wandrelief in Berlin-Friedrichsfelde; eines von zahlreichen Wandbildern aus der Zusammenarbeit von Robert Rehfeldt mit dem Maler und Grafiker Hanfried Schulz

Robert Rehfeldt ist in Pommern und in Berlin aufgewachsen. Im Jahr 1940 kam er mit der Kinderlandverschickung nach Bad Ischl, Österreich, zu einer Pflegefamilie. Seine Mutter brachte ihn 1946 wieder nach Berlin.
Er war hier als Steinmetz und Transportarbeiter tätig. 1947 besuchte er die private Kunstschule des Westens in Berlin-Lichterfelde. Als seine Bewerbung für die gerade gegründete Kunsthochschule in Ostberlin abgelehnt wurde, schrieb sich Rehfeldt 1948 an der Hochschule für Bildende Künste in West-Berlin ein. Nach dem erfolgreichen Abschluss im Jahr 1953 arbeitete er als Grafiker, Pressezeichner und Bildjournalist. Ab 1963 war er im Ostteil der Stadt freischaffend tätig und gehörte zu den experimentellen Künstlern. Als Mitglied im Verband Bildender Künstler der DDR erhielt Rehfeldt viele baugebundene Aufträge. Anfang der 1970er Jahre kam er über polnische Künstler und Klaus Groh in Kontakt mit der internationalen Mail-Art-Szene. Es gelang ihm, ein weitreichendes Kontaktnetz zwischen Ost- und Westeuropa, den USA und Lateinamerika aufzubauen. Auch mit Nam June Paik, Wolf Vostell, Robert Filliou, Horst Tress und Dick Higgins befand er sich im postalischen Kunstaustausch. 1975 bat Rehfeldt Künstler aus aller Welt um die Gestaltung einer Postkarte und machte daraus – anlässlich einer eigenen Ausstellung in der Galeria Teatru Studio in Warschau – die erste Mail Art-Ausstellung der DDR. Er inspirierte und unterstützte die Mail Art-Ausstellungen in der Ost-Berliner Galerie Arkade und in der EP-Galerie von Jürgen Schweinebraden. Rehfeldt organisierte 1986 das Ost-Berliner Treffen des 1. Dezentralen Internationalen Mail Art-Congresses. Er schuf ein umfangreiches graphisches Werk und beschäftigte sich auch mit der Fotografie und dem Super-8-Film.
Rehfeldt war bis 1990 Mitglied des Verbands Bildender Künstler der DDR und hatte in der DDR und im Ausland eine bedeutende Zahl von Einzelausstellungen und Ausstellungsbeteiligungen, u. a. 1972/1973 und 1982/1983 an der VII. und IX. Kunstausstellung der DDR in Dresden. 1991 stellte er neben eigenen Arbeiten auch sein Mail Art-Projekt von 1975 in seiner Retrospektive im Ephraim-Palais in Berlin aus. Posthum war er in einigen wichtigen Gruppenausstellungen vertreten. Die Galerie Parterre Berlin richtete ihm 2008 eine Retrospektive ein.
Robert Rehfeldt war ab 1955 mit der Künstlerin Ruth Wolf-Rehfeldt verheiratet. Ihr Sohn René Rehfeldt (* 1956) ist Drucker und als Druckgrafiker ebenfalls künstlerisch tätig.

## Fotografische Darstellung Rehfeldts
- Christian Borchert: Der Maler Robert Rehfeldt in seinem Atelier (1975)[2]

## Ehrungen
- 1967: Preis im Wettbewerb Das neue Berlin
- 1970: Förderpreis für Grafik des Magistrats von Berlin
- 1970: Orden Banner der Arbeit

## Werke (Auswahl)

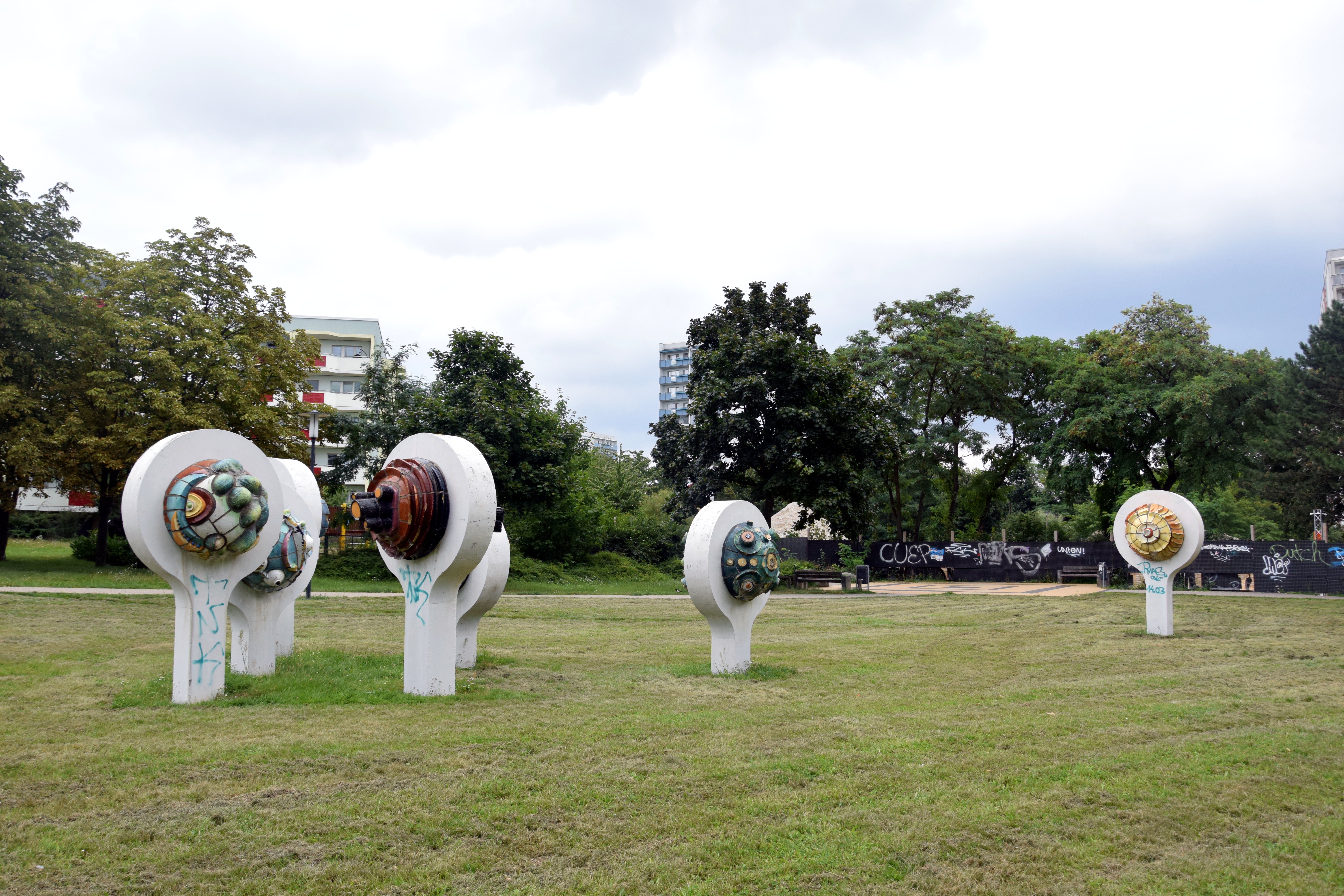
Plastische Körper – Große Blüten im Springpfuhlpark

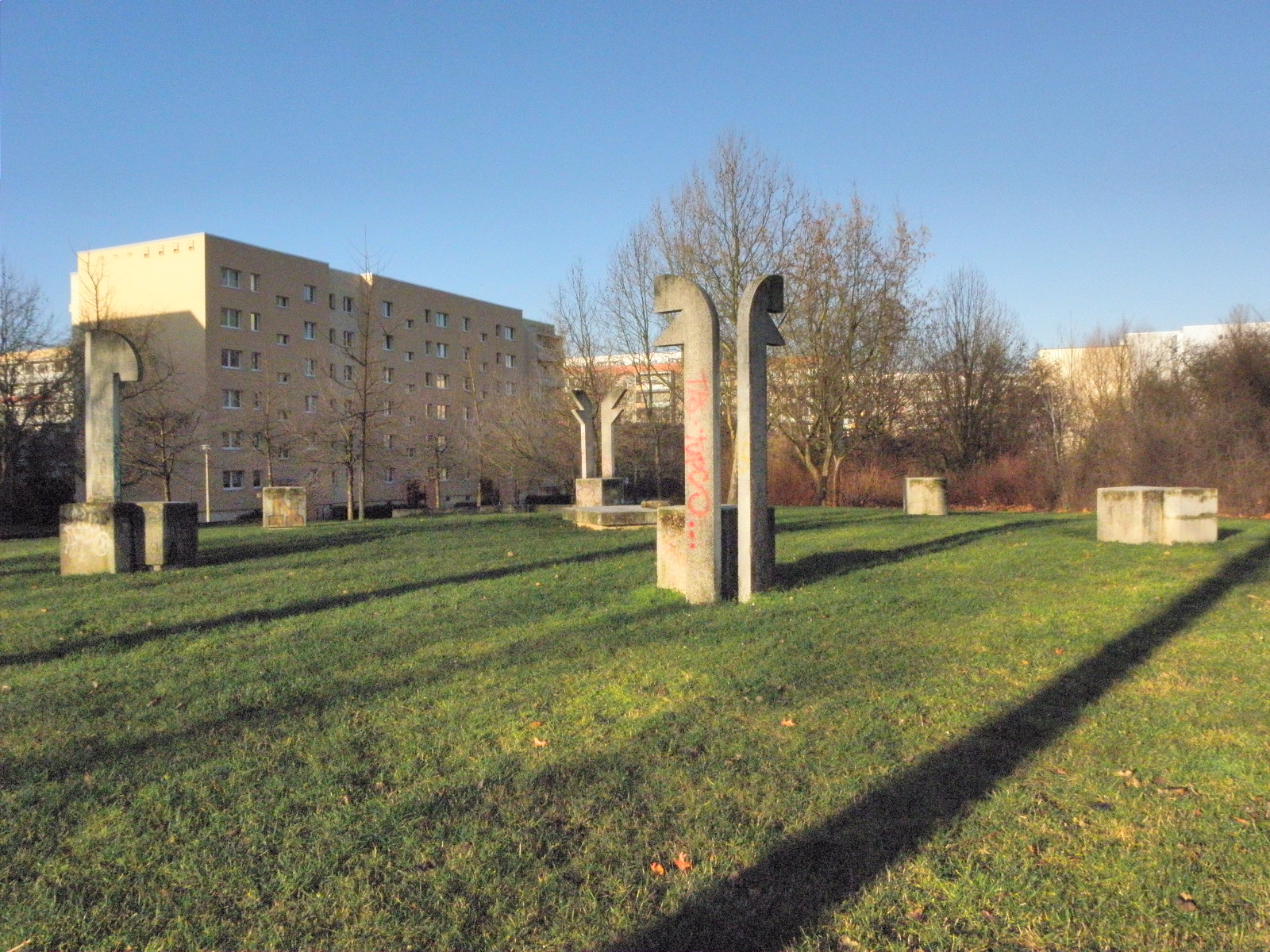
Skulpturengruppe Stühle am Barther Pfuhl

- 1974/75: Sechs Stühle in Berlin-Neu-Hohenschönhausen im Park am Barther Pfuhl, zusammen mit Hanfried Schulz und Hartmut Henning.[3][4]
- 1980: Wandbild am Giebel des Altbauhauses in der damaligen Leninallee (heute Landsberger Allee) 89[5]
- 1982: Wandbilder in Berlin-Marzahn am Giebel der (heutigen) Grundschule am Bürgerpark: Farben, Formen, Buchstaben und Zahlen frei und abstrakt kombiniert.[6]
- 1984: Plastische Körper – Große Blüten in Berlin-Marzahn, Freifläche im Springpfuhlpark. Zusammen mit Horst Göhler und Wolfgang Weber.[7]
- 1987: Heidelandschaft, Assemblage aus Naturmaterialien, Stoff und Kunstharz für den Innenraum der Kiezgaststätte „An der Brannenheide“. Nicht mehr erhalten.[8]

## Ausstellungen
Die folgende Aufzählung ist geordnet nach Jahr, Titel und Ort(e) der Ausstellung.
- 1973: Robert Rehfeldt, Ateliergemeinschaft, Erfurt
- 1974: Robert Rehfeldt, Galerie Siegmundshof, Berlin (West)
- 1975: Robert Rehfeldt, Galerie Arkade, Berlin, Galerie TEATR STUDIO, Warschau
- 1976: Robert Rehfeldt, Galerie Club der Intelligenz, Budapest
- 1981: Robert Rehfeldt, Kleine Galerie Pankow, Berlin sowie Galerie Erph, Erfurt
- 1982: Robert Rehfeldt, Galerie der Universität Siegen
- 1983: Robert Rehfeldt, Kneipengalerie Poupol, Köln
- 1984: Robert Rehfeldt, Galerie im Turm, Berlin
- 1985: Robert Rehfeldt, Galerie Fliesenwerk, Boizenburg
- 1986: Robert Rehfeldt, Kunstpavillon Heringsdorf sowie
Kleine Galerie, Strasburg (Mecklenburg)
- 1987: Robert Rehfeldt, Leonhardi-Museum, Dresden
- 1988: Robert Rehfeldt, Galerie de Media, Eeklo, Belgien
- 1990: R.R., Galerie Kaleidoskop, Trier
- 1991: Robert Rehfeldt, Galerie Johannes Zielke, Berlin
- 1991: Der Kunstarbeiter Robert Rehfeldt, Ephraim-Palais Berlin[9]
- 1995: Fluxus – Eine lange Geschichte mit vielen Knoten, Fluxus in Deutschland 1962–1994, Wanderausstellung des Instituts für Auslandsbeziehungen
- 1996: Mail Art Osteuropa im internationalen Netzwerk, Staatliches Museum Schwerin
- 1999: Das XX. Jahrhundert. Ein Jahrhundert Kunst in Deutschland, Nationalgalerie Berlin
- 2000, 2001: Mail Art Saarland – DDR: Schmuggelgut oder Kassiber? Saarländische Universitäts- und Landesbibliothek Saarbrücken,
 Universitätsbibliothek Leipzig
- 2003, 2004: Kunst in der DDR, Retrospektive der Nationalgalerie Berlin
Museum Folkwang Essen
- 2007: Fluxus East – Fluxus-Netzwerke in Mittelosteuropa, Wanderausstellung des Künstlerhauses Bethanien Berlin
- 2008: Robert Rehfeldt – Versuch einer Annäherung, Galerie Parterre Berlin
- 2009: Subversive Praktiken. Kunst unter den Bedingungen politischer Repression in Südamerika und Europa, Württembergischer Kunstverein Stuttgart
- 2009: Kunst und Kalter Krieg, Germanisches Nationalmuseum Nürnberg sowie
Deutsches Historisches Museum Berlin
- 2010/2011: Robert Rehfeldt – Ein Ausnahmekünstler, Das grafische Werk, 25. September 2010 bis 6. Februar 2011, Weserburg sowie Museum für moderne Kunst, Bremen
- 2013 ARTE POSTALE, Akademie der Künste, Berlin (Katalog)
- 2015 Außer Kontrolle! Farbige Grafik & Mail Art in der DDR, Schwerin und Güstrow (Katalog)
- 2016 Auf Montage! Galerie Pankow (Katalog); Gegenstimmen. Kunst in der DDR von 1976 – 1989, Martin-Gropius-Bau, Berlin (Katalog)
- 2017A – The Mail Art Archive of Ruth Wolf-Rehfeldt and Robert Rehfeldt, ChertLüdde Gallery Berlin (Katalog); Hinter der Maske. Künstler in der DDR, Museum Barberini Potsdam (Katalog)
- 2018 Keep in touch, Studienzentrum für Künstlerpublikationen in der Weserburg|Museum für Moderne Kunst Bremen; Hello World. Revision a Collection, Hamburger Bahnhof – Museum für Gegenwart – Berlin; Hinter dem Horizont… Kunst der DDR aus den Sammlungen des Staatlichen Museums Schwerin; Real Pop 1960 – 1985, Brandenburgisches Landesmuseum für Moderne Kunst
- 2020 Die Rehfeldts – eine Künstlerfamilie aus Pankow, Galerie Wolf & Galentz Berlin
- 2021 OST/WEST – Alternativen: Joseph Beuys und die Performance- und Mail Art-Szene in der DDR, Museum FLUXUS+ Potsdam